# Centro di preparazione olimpica Giulio Onesti
Il Centro di preparazione olimpica "Giulio Onesti", più familiarmente Centro sportivo dell'Acqua Acetosa, è una struttura sportiva federale del Comitato olimpico nazionale italiano che si trova a Roma.
La struttura è concepita per allenamenti e anche come impianto per gare agonistiche, nonché come centro di medicina sportiva e laboratorio antidoping.
Il centro sportivo, inaugurato nel 1960, si trova in un'area del quartiere Parioli nota come Acqua Acetosa, da cui il suo nome colloquiale.

## Storia
(Dedica presente all'interno della struttura)
Il centro sportivo venne costruito nel luglio del 1954, su progetto dell'architetto Annibale Vitellozzi, per volere dell'allora presidente del CONI Giulio Onesti, dopo l'assegnazione alla città dei Roma dei Giochi della XVII Olimpiade.
La struttura, nel 1982, fu intitolata a Giulio Onesti.
Il 3 settembre 1992 un incendio distrusse la piscina del centro dedicata alla pratica dei tuffi, in un periodo in cui sulla struttura erano in corso lavori di ristrutturazione in previsione dei mondiali di nuoto del 1994, da svolgersi a Roma. L'incendio rese inagibile la struttura in quanto furono gravemente danneggiate le strutture
portanti dell'intera copertura della vasca dei tuffi e di parte della piscina del nuoto.
Nell'ottobre 1998 il laboratorio antidoping dell'Acqua Acetosa è entrato al centro dell'attenzione mediatica per alcune irregolarità commesse durante i controlli che causarono la sospensione delle attività da parte del CIO e che portarono alle dimissioni molti membri del CONI, tra i quali il presidente Pescante. Il laboratorio ha ricevuto l'accredito per ricominciare l'attività solamente il 10 dicembre 1999.
Il 7 giugno 2011 venne inaugurata la nuova piscina dei tuffi, ricostruita dopo l'incendio del 1992.
Nel 2021 la proprietà dell'impianto passa da Sport e Salute S.p.A. al CONI.
Nel 2025 riceve la storica visita del Presidente della Repubblica Sergio Mattarella.

## Strutture

### Area sportiva
L'area sportiva del centro sportivo comprende:
- cinque campi da calcio regolamentari e omologati:[11]
  - due campi in erba sintetica, che ospitano attività di scuola calcio e settore giovanile femminile, con gare di campionato al sabato e alla domenica;[12]
  - tre campi in erba naturale, con utilizzo selettivo e alternato tra le nazionali italiane e le squadre di club nazionali ed internazionali;[11]
- un campo da calcio di dimensioni ridotte:
  - un campo di calcio a 8, in erba naturale;[11]
- tre campi da rugby regolamentari, utilizzati spesso per gli allenamenti delle nazionali di rugby a 15 (maggiore maschile, Under-20 maschile, femminile maggiore e Under-20 femminile)[13][14][15] e rugby a 7,[16] e per gli incontri interni ufficiali della Polisportiva S.S. Lazio Rugby 1927.[17] Nel dettaglio:
  - Campo 1: campo con manto in erba naturale e due tribune, rispettivamente di 600 e 300 posti a sedere,[16] utilizzato come stadio per gli incontri della Lazio rugby;
  - Campo 2: campo con manto in erba sintetica inaugurato nel 2017,[18] uno dei pochi in Italia con questa tipologia di terreno;[16]
  - Campo 3: campo con manto in erba naturale;[16]
- un campo da hockey su prato regolamentare in erba sintetica,[10] che ospita raduni, tornei e incontri internazionali delle nazionali italiane FIH. Ha una tribuna scoperta con capienza di 300 posti a sedere.[19]
- un diamante da baseball/softball, che ospita campionati di baseball e raduni delle nazionali di baseball e softball. Lo stadio del baseball ha una tribuna scoperta con capienza di 600 posti a sedere;[20]
- un impianto polivalente per pallavolo, pallamano e badminton, con una capienza di 608 posti a sedere[10];
- una palestra per la pallavolo e la pallacanestro;[21]
- due palestre per la ginnastica artistica[10];
- tre palestre attrezzate per la scherma[10];
- una palestra per il taekwondo[10];
- una palestra per il sollevamento pesi[10];
- una piscina olimpica da 50 metri e otto corsie[10];
- un centro d'allenamento per i tuffi,[22] inaugurato nel 2011 per un costo complessivo di 4 725 600 €[22] ed utilizzato per gli allenamenti della nazionale di tuffi dell'Italia, avente struttura formata da pareti in mattoncini faccia vista e facciate vetrate con l'aggiunta di frangisole e copertura reticolare curva e asimmetrica,[22] al cui interno ospita:
  - una piscina (con misure 16,38 × 15,75 m per una profondità di 5 m)[22] con torre dei tuffi comprendente un trampolino da 1 m, due trampolini da 3 m e quattro piattaforme di diversa altezza (1 m, 5 m, 7,5 m e 10 m) e tribuna con capienza di 90 posti a sedere destinata ad atleti e preparatori, non al pubblico;[23]
  - una piscina (con misure 25 × 12,50 m per una profondità variabile da 1,35 m a 1,50 m) utilizzata per il nuoto;[22]
  - una cabina di regia di acquisizione dati per atleti ed allenatori per analisi dei tuffi, collegata con l'Istituto di Medicina e Scienza dello Sport per ulteriori elaborazioni;[22]
  - una palestra;[22]
  - quattro spogliatoi femminili e due spogliatoi maschili.[23][24]

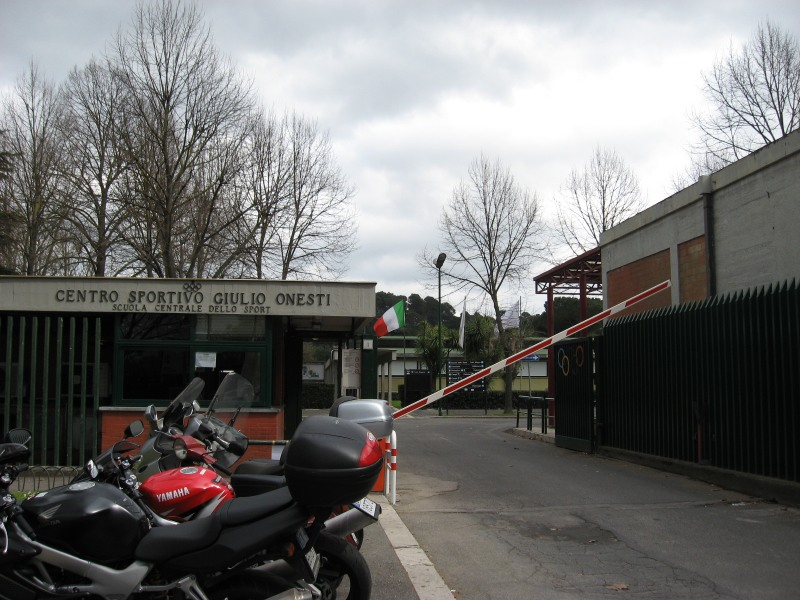
Ingresso del Centro Sportivo
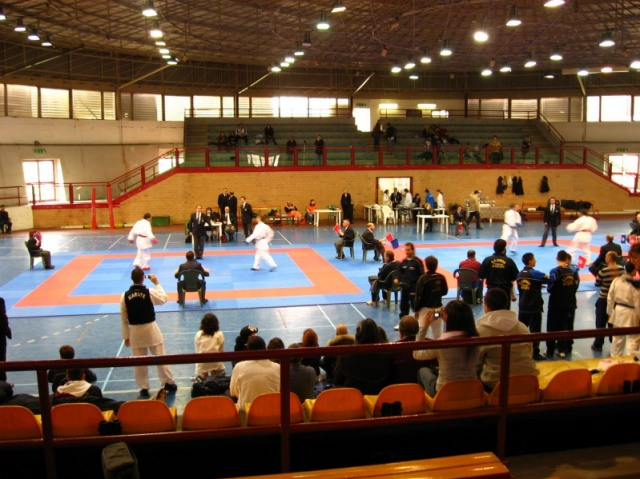
Palazzetto polivalente
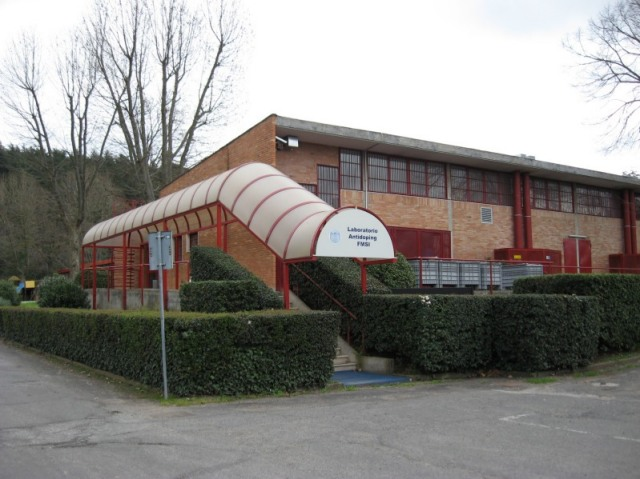
Laboratorio antidoping

### Area direzionale
L'area direzionale del centro sportivo comprende:
- sette sale per convegni, corsi di formazione, presentazioni e riunioni tecniche, delle quali[25]:
  - aula magna da 198 posti;
  - due aule, "n. 1" e "n. 2", da 36 posti;
  - due aule, "n. 3" e "n. 5", da 60 posti;
  - aula "n. 4" da 28 posti;
  - aula "n. 6" da 98 posti;
- cinque foresterie, per un totale di 98 stanze e 200 posti letto[26];
- un ristorante con ottanta posti a sedere[27].

## Collegamenti
|  | È raggiungibile dalla stazione Campi Sportivi. |

A breve distanza si trova anche la stazione di Roma Acqua Acetosa.